# 김은정 (축구인)
김은정(1980년 8월 7일 ~ )은 대한민국의 은퇴한 여자 축구 선수이자, 현직 축구 지도자로 대한민국 여자 U-17 축구 국가대표팀의 감독직을 맡고 있다.

## 생애
초등학교 6학년 때부터 축구를 시작한 그녀는 창덕여중, 현대고, 경희대를 거쳤고 경희대 2학년 때의 부상으로 1년을 쉬게 되어 대학 졸업 후에는 실업팀이 아닌 지도자의 길을 가게 된다.
이후 알로이시오초, 대방중, 함성중을 거쳐 대산고등학교 축구부에 감독으로 부임하게 되고 그곳에서 훗날 여자 축구 대표팀의 중요 선수로서 활약하게 되는 여민지 선수를 지도하게 된다.
대한축구협회의 전임지도자가 된 그녀는 연령별 대표팀의 코치직을 맡다가 2012년 12월에 A 대표팀 코치진으로 들어가게 되었다.